# Prasophyllum affine
Prasophyllum affine är en orkidéart som beskrevs av John Lindley. Prasophyllum affine ingår i släktet Prasophyllum och familjen orkidéer. Inga underarter finns listade i Catalogue of Life.